# Agrupación Cultural Femenina
Agrupación Cultural Femenina (ACF) fue una organización venezolana enfocada en la lucha por los derechos de las mujeres.

## Historia

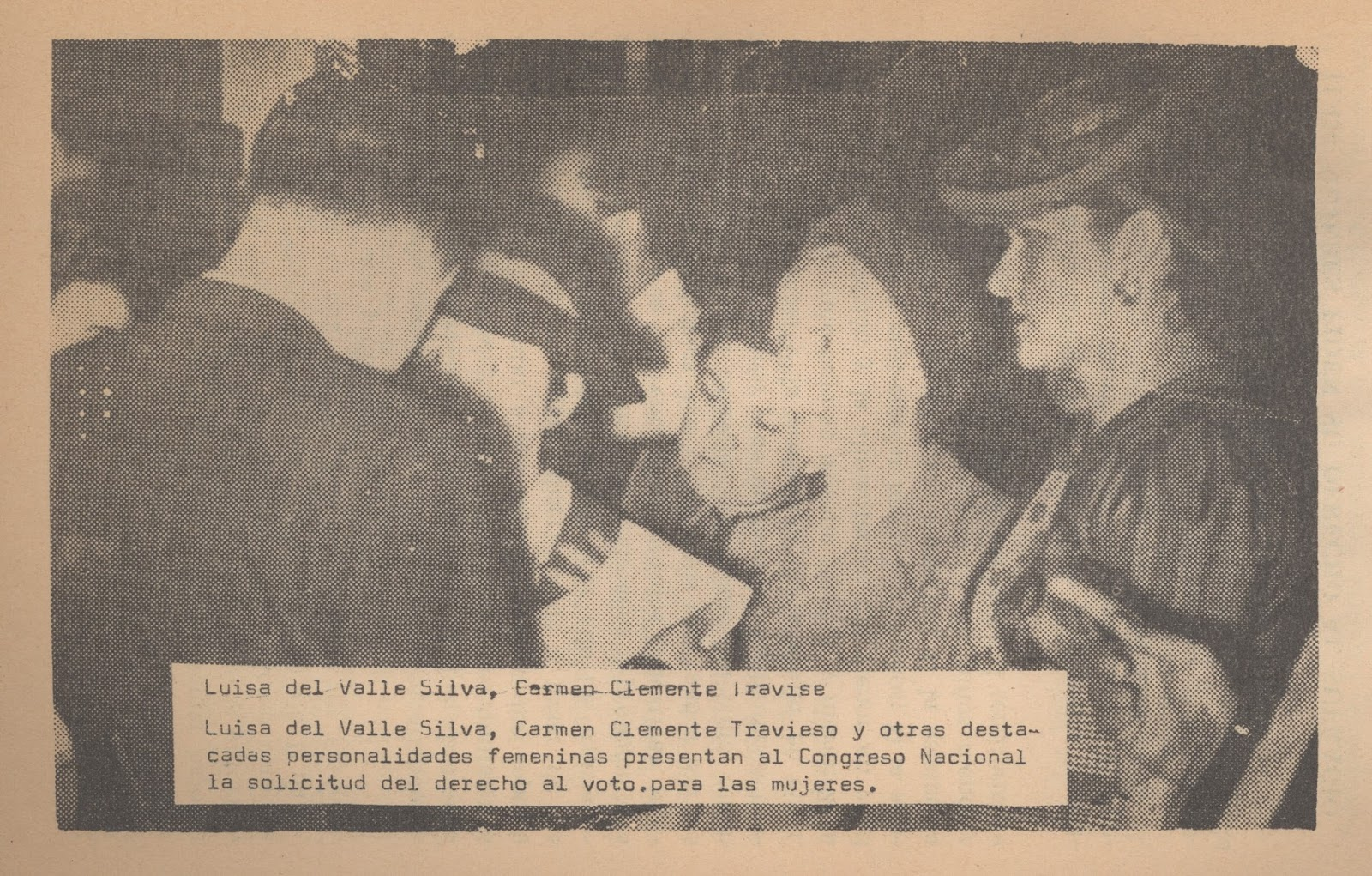
Carmen Clemente Travieso y otras dirigentes feministas presentan ante el Congreso de la República de Venezuela la solicitud de derecho al sufragio femenino.

Fundada el 15 de octubre de 1935 por Cecilia Núñez Sucre, miembro del movimiento estudiantil de 1928 y Carmen Clemente Travieso, fue la primera y la más influyente organización de mujeres en Venezuela. El movimiento de mujeres venezolanas se desarrolló tarde y no se organizó hasta que se formó la ACF.  Sus miembros, llamados acefistas, consistían en gran parte en maestras educadas de clase media.
La ACF se centró parcialmente en los problemas generales de las mujeres y parcialmente en el trabajo social hacia las trabajadoras. Cabildeó en el congreso y se pronunció por reformas en los derechos de las mujeres a la educación, la atención médica, el derecho al trabajo y la atención materna. Presionó al congreso para hacer cumplir la Ley del Trabajo de 1936, reformar el Código Civil e introducir el sufragio femenino.

### Liga Nacional Pro Presos
En 1937 la ACF crea junto a los familiares de los perseguidos políticos y gremiales la Liga Nacional Pro Presos, encargada de brindar asesoría jurídica, seguimiento, asistencia económica y afectiva a los detenidos, defendiendo así el derecho a la libertad personal, entre sus directivos y promotores se encontraban Cecilia Núñez Sucre, Olga Luzardo, Eduardo Arcila Farías, Luis Beltrán Prieto Figueroa y María Teresa Castillo.

## Legado
En 1940, el ABC acogió el congreso nacional de mujeres. Publicó la revista femenina Cultura de la Mujer. El sufragio femenino fue introducido en 1946. La reforma fue introducida en 1945 e implementada en 1947 por el gobierno de Rómulo Betancourt. La ACF, siendo la primera organización de mujeres en Venezuela, llegó a ser considerada como un modelo para las organizaciones de mujeres posteriores.

## Figuras destacadas
- Carmen Clemente Travieso
- Mercedes Fermín
- Eumelia Hernández
- María Teresa Castillo
- Ana Luisa Llovera